# 瓜生氏
瓜生氏（うりゅうし）は、越前国今立郡瓜生村・杣山城を本拠とする日本中世の豪族である。

## 沿革
先祖は嵯峨源氏流渡辺綱の曾孫の伝（筒井久の孫、安の子）で、その後裔の瓜生種（重の孫、学の子）が鎌倉幕府の御家人を経て、越後国三島郡瓜生の地頭職として赴任したことから瓜生氏と名乗ったとする。種は承久の乱で後鳥羽上皇に従って、鎌倉幕府の執権・北条得宗家と戦って敗れ、一時的に瓜生氏は勢力を失ったという。
瓜生種の子の瓜生貞が文永年間（1264年 – 74年）に越前国今立郡へ移住した。その子の瓜生衡（衛）の時代に同国杣山に移住した。その子の瓜生保は、初めは足利尊氏に従うも弟たちの猛反発を受け、新田義貞に帰参して後醍醐天皇より従五位下検非違使判官に任じられた。瓜生保の姉は気比神社の気比氏治に嫁いでいる。
保と義貞の戦死、後醍醐天皇の崩御以降の瓜生氏は、足利将軍家に仕えた。保の後裔とされる源九郎受の名の記録が記されている。戦国時代の瓜生氏の動向は定かではない。